# روبرت دیکگراف
روبرت دیکگراف (هلندی: Robbert Dijkgraaf؛ زاده ۲۴ ژانویهٔ ۱۹۶۰) یک فیزیک‌دان اهل هلند است.